# کلارا تابودی
کلارا تابودی (مجاری: Clara Tabody؛ ۱۲ ژانویه ۱۹۱۵ – ۶ اوت ۱۹۸۶) بازیگر و خواننده اهل مجارستان بود.
از فیلم‌ها یا مجموعه‌های تلویزیونی که وی در آن‌ها نقش داشته است می‌توان به نقاب آبی اشاره نمود.